# Seznam olympioniků Slovenska s více medailemi z jedněch her
Seznam olympioniků Slovenska s více medailemi z jedněch her uvádí přehled sportovních reprezentantů Slovenska, kteří na jedněch olympijských hrách od roku 1994 (jak letních, tak zimních) získali více medailí.

## Seznam sportovců
| Sportovec           | Hry                     | Sportovní odvětví | Medailová bilance | Přehled medailí                                                                              |
| ------------------- | ----------------------- | ----------------- | ----------------- | -------------------------------------------------------------------------------------------- |
| Anastasia Kuzminová | ZOH 2010, Vancouver     | biatlon           | 1 – 1 – 0         | - zlato – sprint - stříbro – stíhací závod                                                   |
| Anastasia Kuzminová | ZOH 2018, Pchjongčchang | biatlon           | 1 – 2 – 0         | - zlato – závod s hromadným startem - stříbro – stíhací závod - stříbro – vytrvalostní závod |
| Martina Moravcová   | LOH 2000, Sydney        | plavání           | 0 – 2 – 0         | - stříbro – 200 m volný způsob - stříbro – 100 m motýlek                                     |